# Myiopharus parva
Myiopharus parva là một loài ruồi trong họ Tachinidae.